# Саболич, Роберт
Роберт Саболич (словен. Robert Sabolič; род. 18 сентября 1988, Есенице) — словенский хоккеист, правый крайний нападающий. В настоящее время является игроком люблянской «Олимпии», выступающей в Австрийской хоккейной лиге.

## Карьера

### Клубная
Воспитанник клуба «Акрони Есенице», прошёл через все юношеские команды. Свою профессиональную карьеру Роберт Саболич начал в фарм-клубе «Акрони» — «Млади Есенице», сыграв в сезоне 2006/2007 15 встреч. В следующем сезоне он закрепился в основном составе команды. Прорыв у Саболича случился в сезоне 2008/09, когда он набрал 47 очков (25+22) по системе гол+ пас, став лучшим бомбардиром в регулярном сезоне. В 2009 году перешёл в основную команду «Акрони Есенице», которая выступала уже в Австрийской хоккейной лиге.
В сезоне 2010/11 играл в первой ударной тройке вместе с Роком Тичаром и Жигой Егличем, благодаря чему набрал 59 бомбардирских очков (33+26) по системе гол+ пас. В 2010-м и 2011 годах выигрывал словенский чемпионат в составе клуба «Акрони Есенице». В 2011 году подписал двухлетний контракт с «Сёдертелье», который на тот момент выступал во второй по силе лиге Швеции «Аллсвенскан». Летом 2012 года его контракт был досрочно расторгнут по обоюдному согласию сторон.
В начале сезона 2012/13 перешёл в словацкий «Попрад», за которую сыграл 33 встречи, затем в январе 2013 года перебрался в стан немецкой команды «Ингольштадт». В сезоне 2013/2014 он выиграл чемпионат Немецкой хоккейной лиги и стал лучшим бомбардиром в плей-офф. В 2014 году подписал однолетний контракт с пражской «Спартой». 20 января 2015 года подписал новый контракт с чешской командой, продлив его на один год.
В июне 2016 года подписал контракт с клубом КХЛ владивостокским «Адмиралом».

### Международная
В составе сборной Словении участвовал в трёх чемпионатах мира на высшем уровне: 2011, 2013 и 2015 года. В двух чемпионатах мира в дивизионе IA: 2012 и 2016 года. Участник зимних Олимпийских играх 2014 года в Сочи и зимних Олимпийских играх 2018 года в Пхёнчхане.

## Статистика
| Легенда | Легенда                    | Легенда | Легенда                   | Легенда | Легенда    |
| ------- | -------------------------- | ------- | ------------------------- | ------- | ---------- |
| И       | Количество проведённых игр | Штр     | Штрафное время            | +/−     | Плюс-минус |
| Г       | Голы                       | П       | Голевые передачи          | О       | Очки       |
| -       | Статистика неизвестна      | —       | Статистика не учитывалась |         |            |